# دی‌فنیل دی‌تلورید
دی‌فنیل دی‌تلورید (به انگلیسی: Diphenyl ditelluride) با فرمول شیمیایی C۱۲H۱۰Te۲ یک ترکیب شیمیایی با شناسه پاب‌کم ۱۰۰۶۵۷ است. که جرم مولی آن ۴۰۹٫۴۲ g/mol می‌باشد. شکل ظاهری این ترکیب، پودر نارنجی است.